# André Ayew
André Morgan Rami Ayew (født 17. december 1989), også kendt som Dede Ayew, er en ghanesisk professionel fodboldspiller, som spiller for Ligue 1-klubben Le Havre og Ghanas landshold.

## Klubkarriere

### Olympique Marseille
Ayew begyndte sin karriere hos Olympique de Marseille, hvor han gjorde sin professionelle debut i 2007. Han spillede flere år i Marseille sammen med sin lillebror Jordan.

#### Lejeaftaler
Ayew blev i 2008-09 udlånt til FC Lorient, og blev igen i 2009-10 udlånt, denne gang til AC Arles.

#### Gennembrud
Efter lejeaftalerne havde Ayew sit gennembrud hos Marseille, og fra 2010-11 sæsonen og frem spillede han en fast rolle i truppen. Han blev i 2010-11 sæsonen kåret som årets spiller i klubben.

### Swansea City
Ayew skiftede i juli 2015 til Swansea City. Han imponerede i sin debutsæson, da han scorede 14 ligamål, og hermed var klubbens topscorer.

### West Ham United
Efter bare en enkelt sæson hos Swansea, skiftede Ayew i august 2016 til West Ham United. Med en pris på 20,5 millioner pund, blev Ayew klubbens daværende dyreste transfer nogensinde. Han scorede sit første mål for klubben den 26. december 2016 mod sin gamle klub Swansea.

### Swansea City retur
Ayew vendte tilbage til Swansea City i januar 2018. Her blev han genforenet med sin lillebror Jordan.
Han blev i 2018-19 sæsonen udlånt til Fenerbaçhe.

### Al Sadd
Ayew skiftede i juli 2021 til Al Sadd i Qatar. Han sluttede i 2021-22 sæsonen som andenplads på topscorerlisten, da Al Sadd vandt mesterskabet.

### Nottingham Forest
Ayew skiftede i februar 2023 til Nottingham Forest, efter at hans kontrakt med Al Sadd var blev ophævet.

### Le Havre
Ayew vendte i november 2023 tilbage til sit fødeland, da han skiftede til franske Le Havre.

## Landsholdskarriere

### Ungdomslandshold
Ayew var del af Ghanas U/20-landshold som vandt U/20-Verdensmesterskabet i 2009.

### Seniorlandshold
Ayew kunne spille for både Frankrig og Ghana som resultat af at være statsborger i begge lande. Han sagde i et interview i 2007 at han var meget tæt på at vælge at spille for Frankrig, fordi at det ghanesiske landshold ikke havde inviteret ham op på landsholdet endnu. Han fik sit ønske opfyldt, og gjorde sin debut for Ghanas landshold den 21. august 2007.
Ayew har repræsenteret Ghana ved VM 2010, 2014 og 2022. Han har også været med til Africa Cup of Nations 2008, 2010, 2012, 2015, 2017, 2019 og 2021.
Han blev i 2021 kåret af IFFHS som del af årtiets hold i Afrika for 2010erne.

## Privat
André Ayew er søn af Abédi Péle, som anses som en af de bedste afrikanske fodboldspillere nogensinde. To af Andrés brøde, Jordan Ayew og Ibrahim Ayew, er også professionelle fodboldspillere. André blev født i Frankrig, imens hans far spillede for Olympique de Marseille. Han har dermed også fransk statsborgerskab.

## Titler
Marseille
- Coupe de la Ligue: 2 (2010-11, 2011-12)
- Trophée des Champions: 2 (2010, 2011)

Al Sadd
- Qatar Stars League: 1 (2021-22)

- Emir of Qatar Cup: 1 (2021)

Ghana U/20
- FIFA U/20 VM: 1 (2009)
- African Youth Championship: 1 (2009)

Individuelle
- CAF Årets hold: 3 (2010, 2011, 2015)
- BBC Årets afrikanske fodboldspiller: 1 (2011)
- Ghana Årets spiller: 1 (2011)
- Africa Cup of Nations Topscorer: 1 (2015)
- Africa Cup of Nations Turneringens hold: 1 (2015)
- IFFHS CAF Årtiets hold: 2011–2020
- Olympique de Marseille Sæsonens spiller: 1 (2011)
- Swansea City Sæsonens spiller: 1 (2019-20)